# Amtsgericht Buchloe

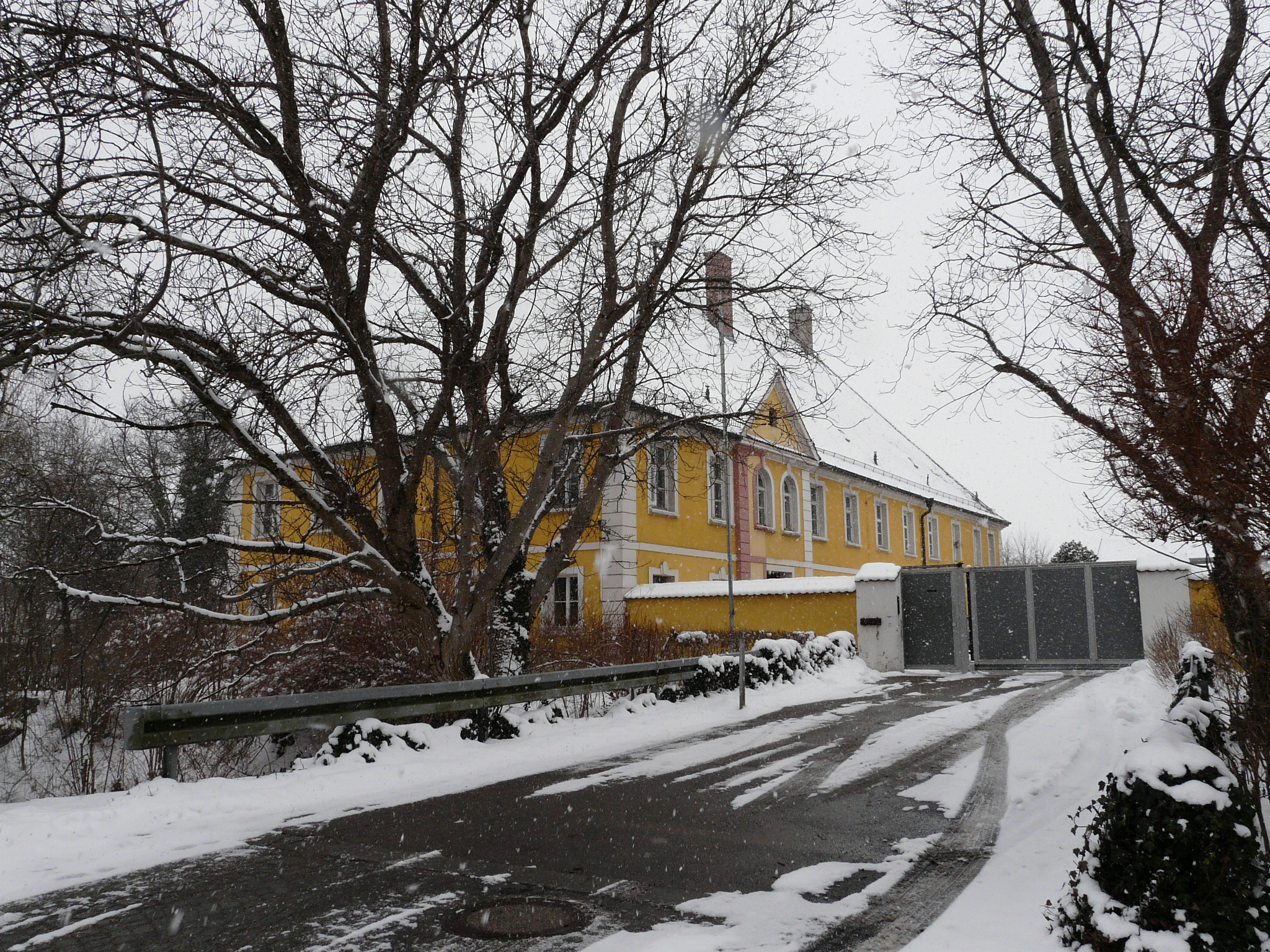
Das ehemalige Gerichtsgebäude beherbergt heute die Polizei.

Das Amtsgericht Buchloe war ein von 1879 bis 1973 bestehendes bayerisches Gericht der ordentlichen Gerichtsbarkeit mit Sitz in Buchloe.
Anlässlich der Einführung des Gerichtsverfassungsgesetzes wurde am 1. Oktober 1879 zu Buchloe ein Amtsgericht gebildet, dessen Bezirk identisch mit dem vorhergegangenen Landgerichtsbezirk Buchloe war und somit die Gemeinden Asch, Aufkirch, Blonhofen, Bronnen, Buchloe, Denklingen, Dienhausen, Dillishausen, Dornstetten, Ellighofen, Emmenhausen, Eurishofen, Frankenhofen, Großkitzighofen, Honsolgen, Jengen, Kleinkitzighofen, Lamerdingen, Leeder, Lengenfeld, Lindenberg, Oberdießen, Oberostendorf, Seestall, Ummenhofen, Unterdießen, Unterostendorf, Waal und Waalhaupten beinhaltete. Übergeordnete Instanz war das Landgericht Memmingen.
Als das Gesetz über die Organisation der ordentlichen Gerichte im Freistaat Bayern (GerOrgG) am 1. Juli 1973 in Kraft trat, wurde das Amtsgericht Buchloe aufgehoben und sein Bezirk wie folgt aufgeteilt:
- Asch, Denklingen, Dienhausen, Ellighofen, Leeder, Oberdießen, Seestall und Unterdießen kamen als Bestandteil des seitherigen Landkreises Landsberg am Lech zum Amtsgericht Landsberg am Lech,
- die übrigen Orte als Teil des jetzigen Landkreises Ostallgäu zum Amtsgericht Kaufbeuren.